# کوترونی
کوترونی (به ایتالیایی: Cotronei) یک کومونه در ایتالیا است که در استان کروتون واقع شده‌است.

## خصوصیات
کوترونی ۷۸ کیلومترمربع مساحت و ۵٬۴۲۸ نفر جمعیت دارد و ۱ متر بالاتر از سطح دریا واقع شده‌است.